# 11-я стрелковая бригада Ленинградского фронта
11-я стрелковая бригада - воинское соединение СССР в Великой Отечественной войне

## История
СФормирована в сентябре 1941 года в Ленинграде как 2-я стрелковая бригада в основном из состава народного ополчения — комсомольцев Электротехнической и Медицинской академий. 30 сентября 1941 года переименована в 11-ю стрелковую бригаду.
В действующей армии с 20 сентября 1941 по 30 сентября 1941 года как 2-я стрелковая бригада, и с 30 сентября 1941 по 22 апреля 1943 года как 11-я стрелковая бригада.
По формировании заняла оборону по правому берегу Невы восточнее Ленинграда, сменив на позициях 115-ю стрелковую дивизию, которая переправилась на Невский пятачок. Ей были подчинены истребительные батальоны народного ополчения, которые впоследствии были направлены на пополнение бригады. Бригада обеспечивала форсирование Невы другими частями, а также частью сил вела боевые действия на плацдарме.
Во время проведения 55-й армией наступления на Синявино с форсированием Невы, начавшегося 20 октября 1941 года осталась на обороне правого берега Невы. 5 ноября переправилась на Невский пятачок в районе Анненское , где и ведёт бои до 11 ноября. Затем занимает оборону на правом берегу, оставив свои три батальона в подчинении 265-й и 20-й дивизии.
9 сентября 1942 года, будучи приданной 86-й стрелковой дивизии, бригада вслед за дивизией пыталась переправиться через Неву у Московской Дубровки ,но переправа не удалась из-за массированного артиллерийского обстрела. 10 сентября 1942 года бригада была вынуждена отступить на исходные позиции на правом берегу Невы.  26 сентября 1942 года бригада одним батальоном вновь начала форсирование на острие отвлекающего удара у платформы Теплобетонной, непосредственно напротив хорошо укреплённой 8-й ГЭС. Таким образом батальон, который  смог высадиться у 1-го городка отвлёк противника от главного удара, где переправлялась 70-я стрелковая дивизия и что объяснимо, понёс очень большие потери. 28 сентября 1942 года бригада по правому берегу перешла на участок 70-й стрелковой дивизии, где и переправилась на Невский пятачок, уже захваченный частями дивизии, завязала бои на рубеже от 8-й ГЭС до Арбузово. К 15:00 29 сентября 1942 года передовой батальон бригады занял Арбузово и весь день 30 сентября 1942 года бригада отражала контратаки противника, но в конечном итоге 6 октября 1942 года была вынуждена переправляться обратно. За время боёв конца сентября 1942 года бригада потеряла 1211 человек, только 26 сентября 1942 года и только пропавшими без вести бригада потеряла 319 человек. На 12 октября 1942 года находится в резерве армии в районе Большое и Малое Манушкино и в лесу восточнее и юго-восточнее.
С конца октября 1942 года до переформирования занимает позиции по берегу Невы напротив Московской Дубровки на рубеже Пороги — Бумкомбинат
22 апреля 1943 года обращена на формирование 120-й стрелковой дивизии

## Полное название
11-я стрелковая бригада

## Подчинение
| Дата            | Фронт (округ)       | Армия                          | Корпус | Примечания |
| --------------- | ------------------- | ------------------------------ | ------ | ---------- |
| 01.10.1941 года | Ленинградский фронт | -                              | -      | -          |
| 01.11.1941 года | Ленинградский фронт | 1-я Невская оперативная группа | -      | -          |
| 01.12.1941 года | Ленинградский фронт | 8-я армия                      | -      | -          |
| 01.01.1942 года | Ленинградский фронт | 8-я армия                      | -      | -          |
| 01.02.1942 года | Ленинградский фронт | Невская оперативная группа     | -      | -          |
| 01.03.1942 года | Ленинградский фронт | Невская оперативная группа     | -      | -          |
| 01.04.1942 года | Ленинградский фронт | Невская оперативная группа     | -      | -          |
| 01.05.1942 года | Ленинградский фронт | Невская оперативная группа     | -      | -          |
| 01.06.1942 года | Ленинградский фронт | Невская оперативная группа     | -      | -          |
| 01.07.1942 года | Ленинградский фронт | Невская оперативная группа     | -      | -          |
| 01.08.1942 года | Ленинградский фронт | Невская оперативная группа     | -      | -          |
| 01.09.1942 года | Ленинградский фронт | 55-я армия                     | -      | -          |
| 01.10.1942 года | Ленинградский фронт | Невская оперативная группа     | -      | -          |
| 01.11.1942 года | Ленинградский фронт | 67-я армия                     | -      | -          |
| 01.12.1942 года | Ленинградский фронт | 67-я армия                     | -      | -          |
| 01.01.1943 года | Ленинградский фронт | 67-я армия                     | -      | -          |
| 01.02.1943 года | Ленинградский фронт | 67-я армия                     | -      | -          |
| 01.03.1943 года | Ленинградский фронт | 67-я армия                     | -      | -          |
| 01.04.1943 года | Ленинградский фронт | 67-я армия                     | -      | -          |

## Командиры
- полковник Сонников, Григорий Леонтьевич (сентябрь 1941 года - февраль 1942 года)
- полковник Введенский, Константин Владимирович (04.04.1942 - 04.08.1942)
- полковник Никитин, Иван Фёдорович
- полковник Харитонов, Степан Иванович
- полковник Батлук, Алексей Васильевич (март 1943 года - 22.04.1943)

## Отличившиеся воины бригады
| Награда | Ф.И.О.                         | Должность                        | Звание  | Дата награждения | Примечания                                                         |
| ------- | ------------------------------ | -------------------------------- | ------- | ---------------- | ------------------------------------------------------------------ |
|         | Пчелинцев, Владимир Николаевич | Снайпер 335-го стрелкового полка | сержант | 06.02.1942       | к моменту представления уничтожил 102 солдата и офицера противника |